# Adam Choynowski
Adam Jerzy Choynowski (ur. 13 września 1923 w Tomaszowie Mazowieckim, zm. 28 lipca 2012) – polski dziennikarz sportowy, komentator zawodów narciarskich i tenisowych.

## Życiorys
W 1939 ukończył Gimnazjum XX Salezjanów w Aleksandrowie Kujawskim. W czasie II wojny światowej był żołnierzem Armii Krajowej. W latach 1944–1945 był więziony w obozie NKWD w Stalinogorsku.
Po II wojnie światowej pracował jako kierownik graficzny w piśmie Razem, w latach 1953–1959 w Dookoła Świata, w latach 1960–1989 w Przeglądzie Sportowym, gdzie zajmował się tenisem i narciarstwem. Po przejściu na emeryturę zajmował się komentowaniem meczów tenisowych w stacji Eurosport.